# Reading állomás
Reading állomás Reading és környékének jelentős közlekedési csomópontja, évenkénti 3,8 millió utasával az Egyesült Királyság kilencedik legforgalmasabb Londonon kívüli vasútállomása és a második legforgalmasabb vidéki vasúti csomópontja. Az állomás a város központjának északi részén fekszik, közel a kereskedelmi övezetekhez és a Temze folyóhoz.
A vasútállomás a Great Western fővonalon fekszik, a vonal elejétől, Paddingtontól 57,9 kilométerre helyezkedik el. Reading egyike a 19 állomásnak, melyet az állami Network Rail üzemeltet. Az állomást a Great Western Railway, a CrossCountry és a South Western Railway vonatai szolgálják ki.

## Története

### Az eredeti állomás

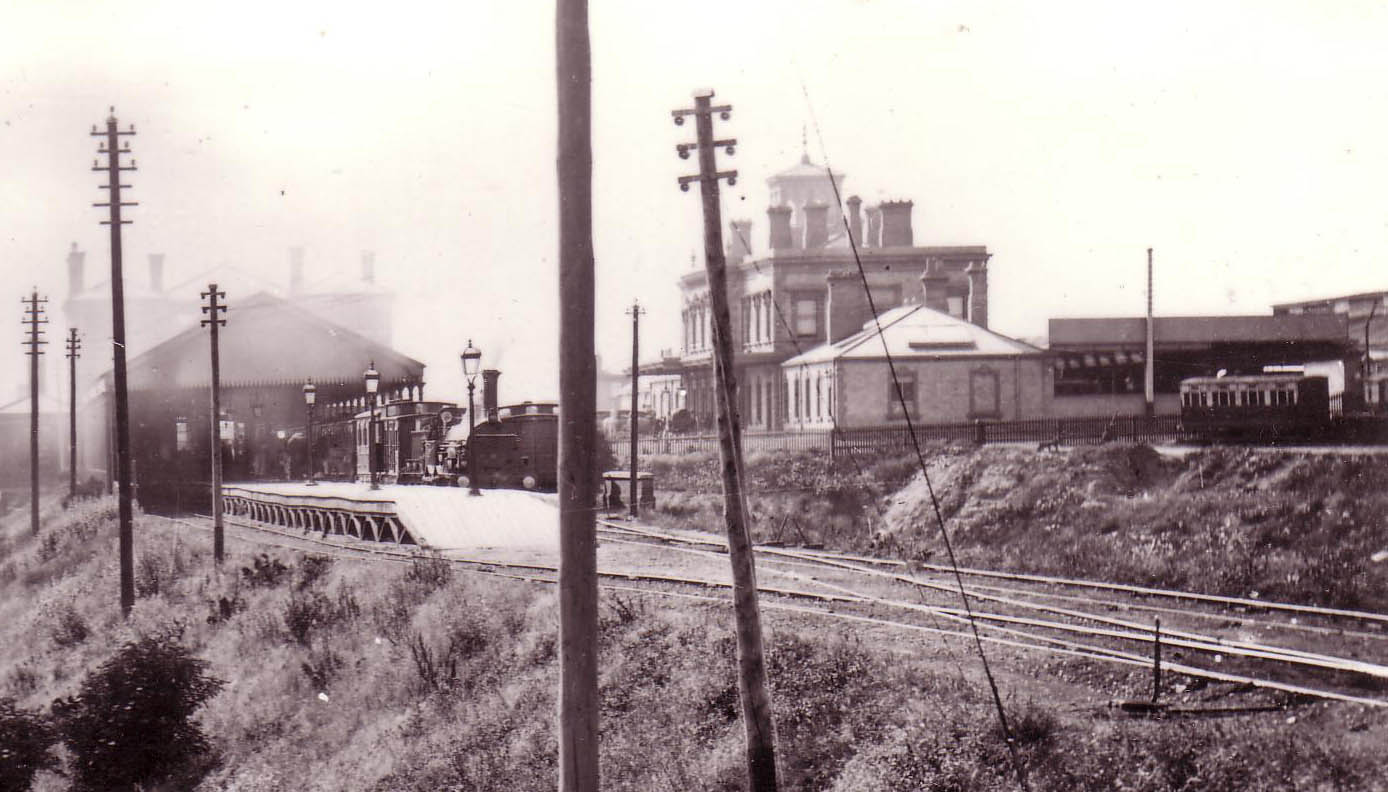
A South Eastern Railway állomása (balra) és a Great Western Railway állomása (jobbra) 1865-ben

Reading vasútállomást 1840. március 30-án nyitották meg a Great Western Railway vonalának nyugati végállomásaként. Ezzel a Londonból Readingbe tartó út hatvanöt percre csökkent, ami negyed órával gyorsabb volt, mint a leggyorsabb lovaskocsi. Később, 1841-ben meghosszabbították a vasútvonalat Bristolig. Reding vasútállomása Brunel által tervezett egyperonos állomás volt, amely az átmenő vágányoktól délre helyezkedett el.
1844-ben nyitott meg az állomás közelében a Great Western Hotel a vasúton a városba érkezők számára, és máig ezt a hotelt tartják a legrégebbi fennmaradt vasúti szállodának. Az 1840-es évek második felében újabb szárnyvonalakkal bővítették a London–Bristol-vasútvonalat, így 1847-től Newburyt és Hungerfordot, 1848-tól Basingstoke-ot is el lehet érni Readingből.
1865 és 1867 között óratornyos téglaépületet építettek az állomás utasai számára. Korabeli források eltérően írnak arról, hogy egy teljesen új fogadóépületet építettek ekkor, vagy csak Brunel eredeti épületét alakították át. 1898-ban további peronokkal bővítették az állomást, és ezeket aluljáróval kötötték össze.

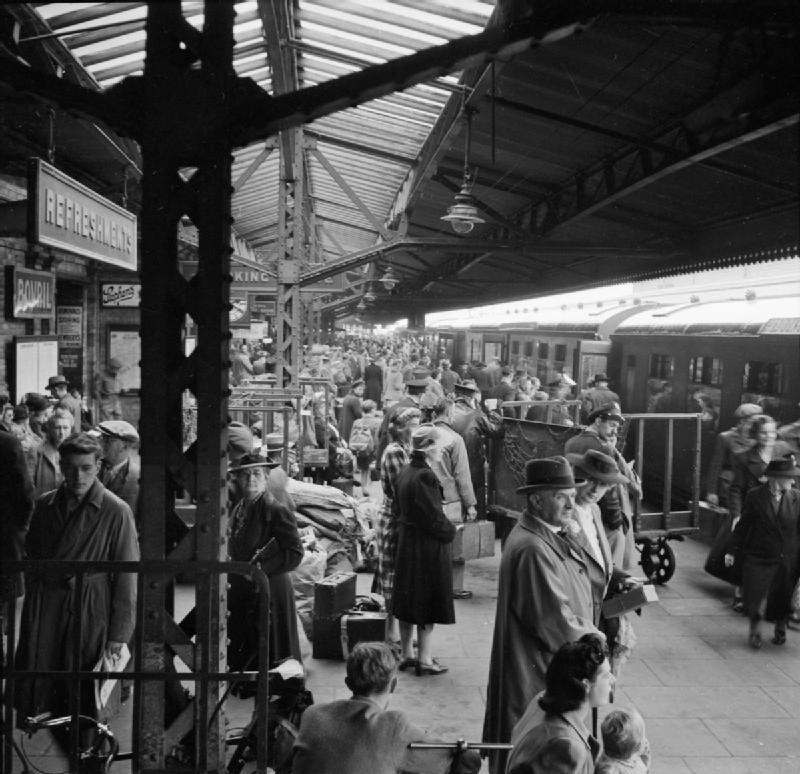
Reading 1-es vágányának peronja 1945-ben

Az állomás kezdetben a Reading nevet viselte, majd 1946. szeptember 26-án átkeresztelték Reading Generalra megkülönböztetésül a szomszédos, egykori South Eastern Railway állomásától. A „General” jelzőt 1973-ig használták a menetrendekben, utána elhagyták, de még ezt követően is, 1974-ben az állomás több tábláján a Reading General név szerepelt. Amíg a két vasútállomás közvetlenül egymás mellett üzemelt, addig a buszok célfilmjein csak „Stations” (az az állomások) néven hivatkoztak az itteni végállomásra.

### Összevont állomások

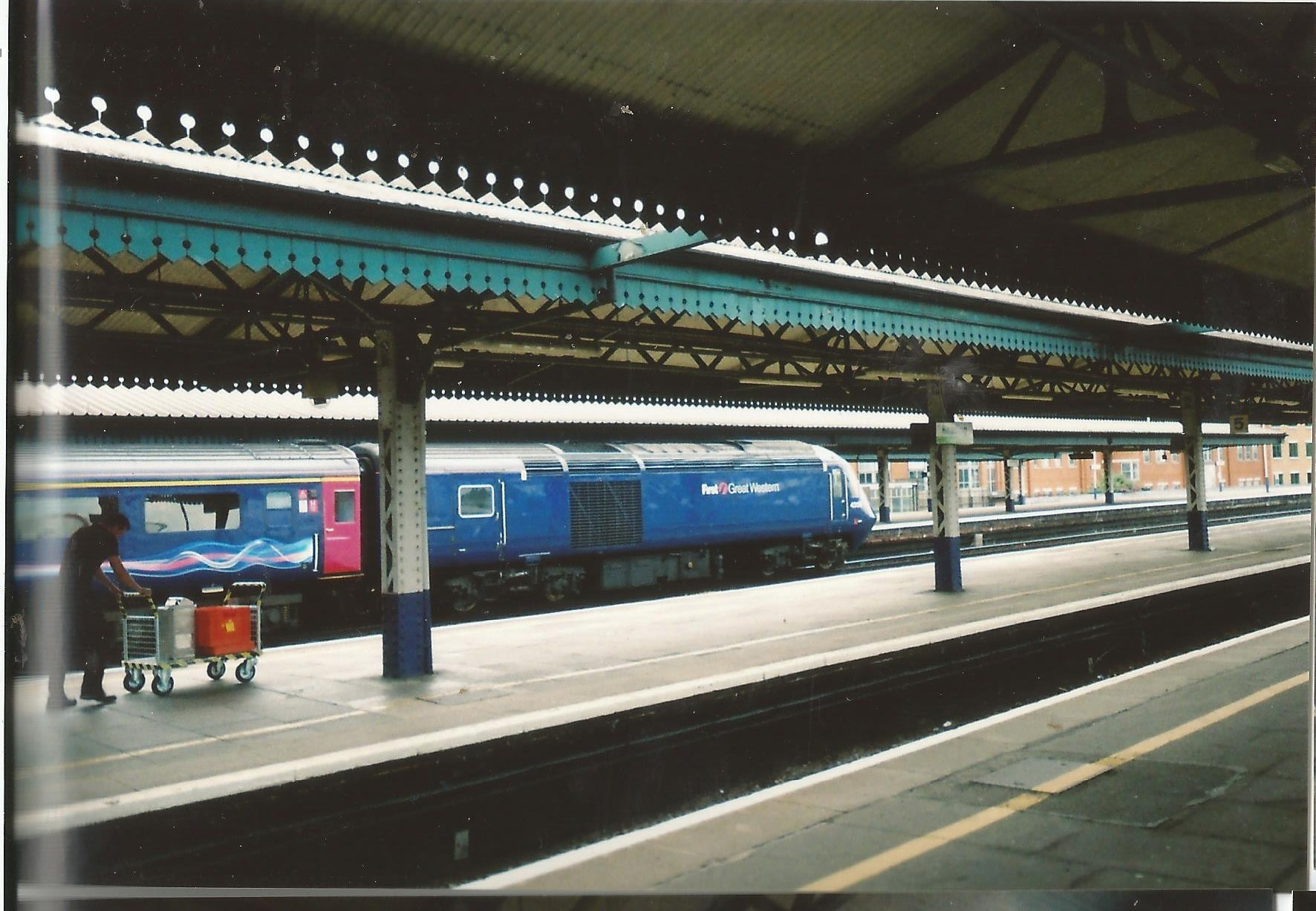
A vasútállomás még a felújítása előtt egy Bristolba tartó vonattal

1965. szeptember 6-án a bezárt déli állomás forgalmát átirányították a Reading General újonnan épített 4A vágányára. Ez kezdetben elég volt egy-egy nyolc kocsis szerelvény fogadására, de később ez kevésnek bizonyult, és 1975-ben, a Gatwick repülőtérre közlekedő járatok elindításával egy időben átadták a 4B vágányt is.

### 1989-es felújítás
Az 1980-as évek végén jelentős fejlesztéseket végeztek az állomáson és a környékén. A vasútállomáson új fogadóépületet építettek, valamint az InterCity vonatok fogadására  felújították a peronokat és gyalogoshíddal összekötötték őket az állomásépülettel. A déli vasútállomás helyén bevásárlóközpontot építettek, melyet Brunel után neveztek el, a teherpályaudvar helyén pedig parkolóházat, amit a gyalogoshíddal összekötöttek. Az 1860-as években átadott épületet nem bontották le, benne a mai napig a The Three Guineas pub üzemel. Az új állomást 1989. április 4-én adta át II. Erzsébet királynő.

### 2009–2014-es felújítás

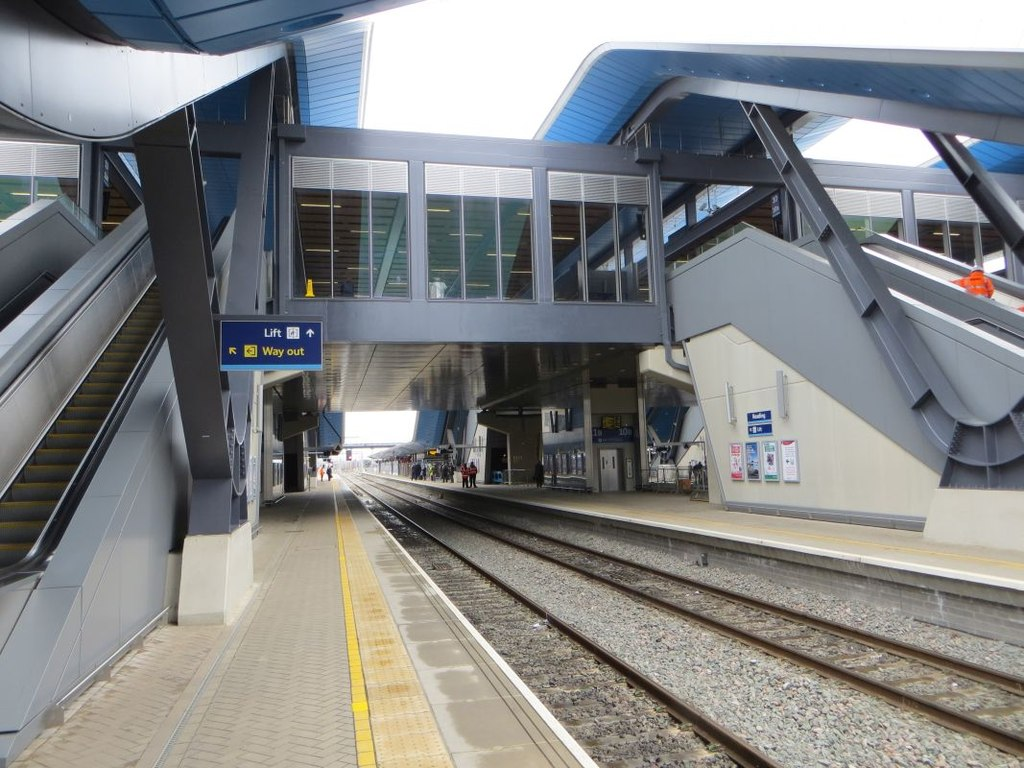
Reading új felüljárója

A vasút fejlődése mellett az állomás 2007-re szűk keresztmetszetűnek bizonyult, és a személyvonatoknak gyakran a nyílt vonalon kellett várakozniuk, amíg szabad jelzést nem kaptak. Ennek az oka, hogy csupán két pár átmenő vágánya volt az állomásnak: az északra fekvőt a lassabb, a délit pedig a gyorsabb vonatok használták. A lassabb, Taunton és Basingstoke felé közlekedő személyvonatoknak keresztezniük kellett az expresszvonatok vonalát, amivel akadályozták a továbbjutásukat.
2007 júliusában a kormány a Delivering a Sustainable Railway című fehér könyvében beszámolt Reding és Birmingham állomásának tervezett fejlesztéséről, melyek költségeit 600 millió fontra becsülték. A Network Rail 2008. szeptember 10-én mutatta be az állomás és a vágányhálózatának végleges, 400 millió fontos átépítését. A fejlesztés az alábbiakat foglalta magába:
- öt új peron: négy az átmenő forgalom és egy csonka a wokinghami vonal számára
- új felüljáró kiváltva az 1989-est, a déli oldalán pedig egy új bejárat
- új bejárat és jegypénztár az állomás északi oldalán
- a Cow Lane vasúti aluljárójának kétirányúsítása és hozzá egy kerékpárút építése
- külön szintű elágazás építése Reading West felé

A felújítás tervezése alatt szem előtt tartották, hogy az állomás a későbbiekben a Crossrail és az Airtrack vonatait is tudja fogadni. A felújítás befejeztével Reading már óránként négy személyvonattal többet tud fogadni és naponta hattal több tehervonatot.
A projekt végső költsége 897 millió fontra emelkedett, de a munkálatokat a tervezettnél egy évvel korábban, 2014-re sikerült befejezni. A felújított állomást II. Erzsébet adta át 2014. július 17-én.
Az állomás működtetését 2014 áprilisában vette át a Network Rail a First Great Westerntől.

## Vasúti műhely
A Great Western Railway 1841-ben egy kisebb vasúti fűtőházat épített a vasútállomáshoz kapcsolódóan a didcoti és a basingstoke-i vonalak elágazásában. Ezt 1876-ban és 1930-ban is bővítették, majd a British Railways 1965-ben bezárta, és a helyén új vasúti műhelyt épített. A műhelyt a 2010-es évek elején zajlott átépítés alatt a Network Rail áthelyezte a vágányok északi oldalára, az állomástól nyugatra.

## Balesetek és incidensek
Az állomás első balesete 1840. március 24-én történt, amikor a szélsőséges időjárásban az állomás tetején dolgozó 24 éves Henry West munkást és a tető egy darabját felkapta az erős szél, majd 61 méterrel odébb ledobta, amiben West meghalt. A főépület falán elhelyezett réztábla máig emlékeztet a tragikus eseményre.
1855. szeptember 12-én egy mozdonyt rossz vágányra tereltek, ami következtében egy személyvonattal frontálisan ütközött. A balesetben öten vesztették életüket és több ember is megsérült.
1914. június 17-én a Ascotba tartó személyvonat a tilos jelzést figyelmen kívül hagyva tovább haladt az állomásra, majd egy Paddingtonba tartó vonattal ütközött. A balesetben csak a paddingtoni vonat vezetője vesztette életét.
T. E Lawrence (Arábiai Lawrence) 1919-ben az állomáson vesztette el a Bölcsesség hét pillére című könyvének vázlatait, miközben a vonathoz sietett. Mivel az eredeti jegyzeteit megsemmisítette az első vázlat elkészítése után, az új vázlat elkészítésekor emlékezetéből kellett dolgoznia, és három hónap alatt meg is írta.
A második világháború kezdetén a Német Légierő próbálta lebombázni az állomást.
1990. augusztus 1-jén egy érkező és egy állomáson várakozó vonat ütközött össze, mely során negyvenen sérültek meg.
1993. október 23-án az Ír Köztársasági Hadsereg egy bombát robbantott az állomás egyik bejárati jelzőjénél, nem sokkal később pedig egy két kilogrammos Semtex robbanószert találtak a vasútállomás egyik vécéjében. Az állomás lezárása és kiürítése órákra lebénította a vasúti közlekedést, de egy sérültje se volt az incidensnek.

## Az állomás ma

### Forgalom

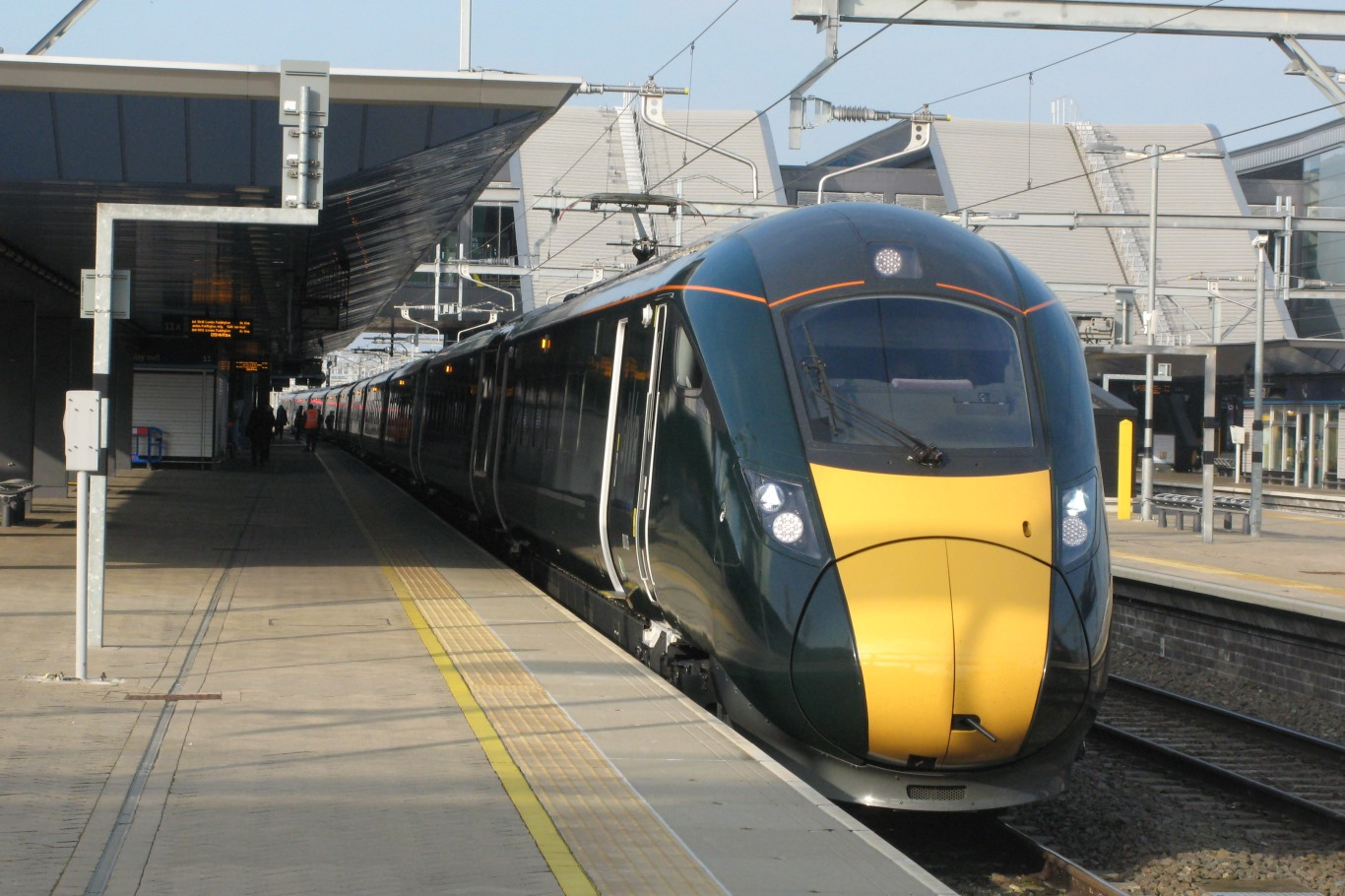
Great Western Railway BR 800 sorozatú InterCity vonata

Reding kulcsfontosságú állomás a Great Western fővonalon és számos más vasútvonalon összeköttetést biztosítva Londonnal (Paddington és Waterloo pályaudvar), Délnyugat-Angliával és Walesszel. Az állomás jelentősége miatt csaknem minden személyvonat megáll itt, még a Great Western Railway által üzemeltetett nagysebességű InterCity vonatok is.
Törekvések vannak Reading és a Heathrow-i repülőtér között közvetlen vasúti kapcsolat kialakítására. Ennek megvalósításáig a RailAir expresszbusz jelent megoldást, vagy pedig Hayes & Harlingtonig személyvonattal, utána a reptérig a TfL Raillel.
| Előző állomás                       |                     | National Rail                                                               |  | Következő állomás             |
| ----------------------------------- | ------------------- | --------------------------------------------------------------------------- |  | ----------------------------- |
| Guildford                           |                     | CrossCountry Guildford–Newcastle-vasútvonal                                 |  | Oxford                        |
| Basingstoke                         |                     | CrossCountry Bournemouth–Manchester vagy Southampton–Newcastle              |  | Oxford                        |
| végállomás                          |                     | CrossCountry Reading–Newcastle-vasútvonal                                   |  | Oxford                        |
| végállomás                          |                     | Great Western Railway                                                       |  | Wokingham                     |
| Paddington                          |                     | Great Western Railway                                                       |  | Taunton                       |
| Twyford vagy Maidenhead             |                     | Great Western Railway Great Western fővonal                                 |  | Tilehurst vagy Didcot Parkway |
| Slough vagy Paddington              |                     | Great Western Railway Great Western fővonal                                 |  | Didcot Parkway vagy Swindon   |
| Paddington                          |                     | Great Western Railway Reading–Taunton-vasútvonal                            |  | Newbury vagy Taunton          |
| Twyford vagy Slough vagy Paddington |                     | Great Western Railway gyorsított csúcsidei vonat Reading–Taunton-vasútvonal |  | Theale                        |
| végállomás vagy Slough              |                     | Great Western Railway helyi vasút Reading–Taunton-vasútvonal                |  | Reading West                  |
| végállomás                          |                     | Great Western Railway Reading–Basingstoke-vasútvonal                        |  | Reading West                  |
| Earley                              |                     | South Western Railway London–Reading-vasútvonal                             |  | végállomás                    |
| Előző állomás                       |                     | Crossrail                                                                   |  | Következő állomás             |
| Twyford                             |                     | TfL Rail Paddington–Reading                                                 |  | végállomás                    |
|                                     | Jövőbeli fejlesztés |                                                                             |  |                               |
| Előző állomás                       |                     | Crossrail                                                                   |  | Következő állomás             |
| végállomás                          |                     | Crossrail Elizabeth line                                                    |  | Twyfordtovább Abbey Wood felé |

### Állomás elrendezése

#### Jelenleg

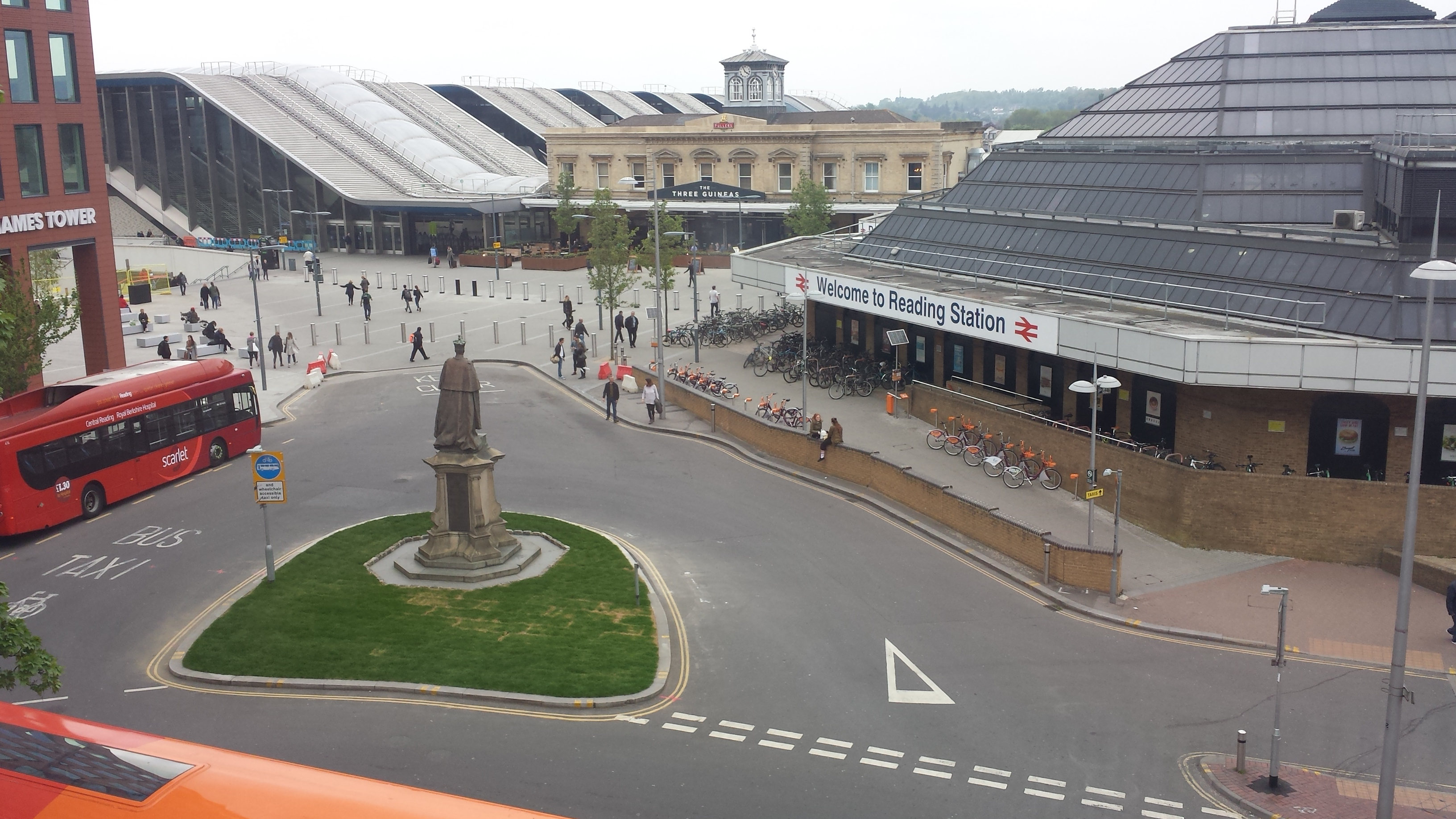
Az állomás felújított tere

Az állomás 15 vágánnyal rendelkezik, melyekből 9 átmenő vágány. Az átmenő vágányok 7-től 15-ig vannak számozva, és mind egy keleti „A” és egy nyugati „B” oldalra van felosztva. A 7–11. vágányokat a gyorsabb, kevesebb megállóhelyen megálló vonatok használják, a 12–15. vágányokat pedig hagyományos személyvonatok.
- 1., 2. és 3. vágány: nyugati csonka vágányok Basingstoke, Newbury és Bedwyn vonatai számára
- 4., 5. és 6. vágány: keleti csonka vágányok Waterloo, Guildford, Redhill és Gatwick repülőtér felé
- 7. vágány: a CrossCountry vonatai
- 8. és 9. vágány: távolsági forgalom a nyugati irányba
- 10. és 11. vágány: távolsági forgalom a keleti irányba
- 12. és 13. vágány: regionális forgalom a nyugati irányba
- 14. és 15. vágány: regionális forgalom a keleti irányba

#### Korábban
2013 előtt az állomás négy átmenő és nyolc csonkavágánnyal rendelkezett.
| — | fő átmenő vágány | fő átmenő vágány | fő átmenő vágány |
| — | Westbury vonal   | —                | tehervágányok    |
| — | regionális vonal | —                | egyéb vonalak    |

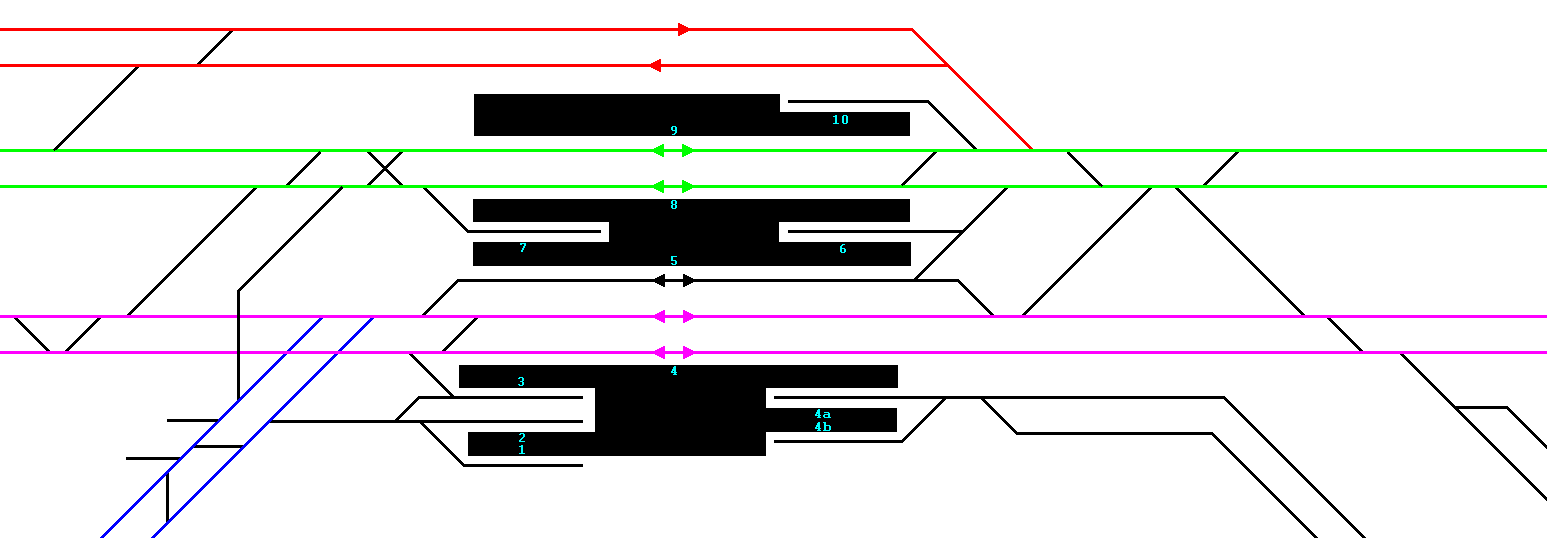
Vágányhálózat 2011. december 27-éig

Az állomás vágányai a 2011. december 27-i állapotok szerint:
- 1., 2. és 3. vágány: nyugati csonka vágányok Basingstoke, Newbury, Bedwyn és a CrossCountry Bournemouthba és Birminghambe tartó vonatai számára
- 4. vágány: távolsági járatok Paddington felől, később átszámozták 7-esre
- 4A és 4B vágány: keleti csonka vágányok North Downs és Waterloo irányába, később átszámozták 4-esre és 5-ösre
- 5. vágány: távolsági járatok Paddington irányába, később átszámozták 8-asra
- 6. vágány: keleti csonkavágány a Paddingtonból érkező személyvonatoknak, később elbontották
- 7. vágány: nyugati csonkavágány a CrossCountry Newcastle tartó vonatainak, később átszámozták 16-osra, majd elbontották
- 8. vágány: Paddington–Oxford közötti személyvonatok, CrossCountry Bournemouthba és Birminghambe tartó vonatai és az 5. vágány foglaltsága esetén a paddingtoni távolsági járatok számára, később átszámozták 9-esre
- 9. vágány: Paddington–Oxford közötti személyvonatok és távolsági vonatok Paddington és Ealing Broadwayfelé, később átszámozták 10-esre
- 10. vágány: keleti csonkavágány személyvonatok számára Paddington és Henley-on-Thames felé, később átszámozták 11-esre és átmenő vágánnyá építették

## Fordítás
- Ez a szócikk részben vagy egészben  a   Reading railway station című angol Wikipédia-szócikk fordításán alapul.  Az eredeti cikk szerkesztőit annak laptörténete sorolja fel. Ez a jelzés csupán a megfogalmazás eredetét és a szerzői jogokat jelzi, nem szolgál a cikkben szereplő információk forrásmegjelöléseként.